# Racer X
Racer X foi uma banda americana de heavy metal, formada em 1984 em Los Angeles, Califórnia.

## Membros
- Jeff Martin - (vocais) (1985–1989, 1999–2002)
- Scott Travis (Judas Priest) - (bateria) (1986–1989, 1999–2002)
- Paul Gilbert (Mr. Big) - (guitarra) (1985–1988, 1999–2002)
- John Alderete (Juan Alderete de la Peña /The Mars Volta) -  (baixo) (1985–1989, 1999–2002)

### Outros membros
- Harry Gschoesser - bateria  (1985–1986)
- Bruce Bouillet - guitarra  (1986–1989)
- Chris Arvan - guitarra (1988-89)

## Discografia
Álbuns de estúdio
- Street Lethal (1986)
- Second Heat (1987)
- Technical Difficulties (1999)
- Superheroes (2000)
- Getting Heavier (2002)

Álbuns ao vivo
- Live Extreme Volume I (1988)
- Live Extreme Volume II (1992)
- Live at the Whisky: Snowball Of Doom (2001)
- Snowball of Doom 2 (2002)

## Videografia
- Live At The Whisky: Snowball Of Doom, DVD (2001)